# Pneuminion natalensis
Pneuminion natalensis är en skalbaggsart som beskrevs av Perkins 2004. Pneuminion natalensis ingår i släktet Pneuminion och familjen vattenbrynsbaggar. Inga underarter finns listade i Catalogue of Life.